# Joseph Albert Malula
Joseph Albert Malula (ur. 12 grudnia 1917 w Léopoldville, zm. 14 czerwca 1989 w Leuven w Belgii) – kongijski, duchowny katolicki, kardynał, arcybiskup Kinshasy.

## Życiorys
Święcenia kapłańskie przyjął 9 czerwca 1946 roku w Léopoldville z rąk bp. Georges Six. 18 lipca 1959 roku Jan XXIII mianował go biskupem tytularnym Attanasus i biskupem pomocniczym diecezji Léopoldville, sakrę biskupią przyjął 20 września 1959 roku w Léopoldville z rąk arcybiskupa Léopoldville Felixa Scalaisa. Uczestnik Soboru Watykańskiego II. 7 lipca 1964 roku mianowany arcybiskupem metropolitą Léopoldville. 30 maja 1966 roku Paweł VI zmienił nazwę archidiecezji Léopoldville na archidiecezję Kinshasa. Na konsystorzu 28 kwietnia 1969 roku Paweł VI wyniósł go do godności kardynalskiej z tytułem prezbitera Santi Protomartiri a Via Aurelia Antica. Był pierwszym kardynałem pochodzącym z Zairu (obecnie Demokratyczna Republika Konga). Zmarł w szpitalu w Louvain w Belgii. Pochowano go w Kongo w archikatedrze Kinshasa.